# Lénault
Lénault település Franciaországban, Calvados megyében. Lakosainak száma 188 fő (2018. január 1.). Lénault Périgny, Le Plessis-Grimoult, Saint-Jean-le-Blanc, Saint-Pierre-la-Vieille és Saint-Vigor-des-Mézerets községekkel határos.

## Népesség
A település népességének változása:
| Lakosok száma | 241  | 202  | 153  | 147  | 148  | 183  | 187  | 182  | 188  | 188  |
|               | 1962 | 1968 | 1982 | 1990 | 1999 | 2008 | 2011 | 2013 | 2017 | 2018 |